# Hapalogastridae
Hapalogastridae é uma família de crustáceos decápodes da infraordem Anomura.

## Espécies
A família Hapalogastridae contém os seguintes géneros e espécies:
- Acantholithodes Holmes, 1895
  - Acantholithodes hispidus (Stimpson, 1860)
- Dermaturus Brandt, 1850
  - Dermaturus mandtii Brandt, 1850 —
- Hapalogaster Brandt, 1850
  - Hapalogaster cavicauda Stimpson, 1859
  - Hapalogaster dentata (De Haan, 1849)
  - Hapalogaster grebnitzkii Schalfeew, 1892
  - Hapalogaster mertensii Brandt, 1850
- Oedignathus Benedict, 1895
  - Oedignathus inermis (Stimpson, 1860) —
- Placetron Schalfeew, 1892
  - Placetron wosnessenskii Schalfeew, 1892 —